# Chan-Lam-Kupplung
Die Chan-Lam-Kupplung, oder auch Chan-Evans-Lam-Kupplung, ist eine Namensreaktion der Organischen Chemie. Sie wurde im Jahr 1998 unabhängig voneinander von den Forschungsgruppen um Dominic Chan, David Evans (1941–2022) und Patrick Lam entdeckt.

## Übersichtsreaktion
Die Chan-Lam-Kupplung ist eine Kreuzkupplung, bei der eine Bindung zwischen einem Kohlenstoff- und einem Heteroatom geknüpft wird. Die Reaktion verläuft mithilfe eines Kupfer(II)-Katalysators, Sauerstoffs und einer schwachen Base. R steht für einen Organyl-Rest, meistens einen Aryl-Rest. Nu kann dabei für ein Stickstoff-Nucleophil stehen:
Auch Aryloxy- oder Arylthio-Reste sind mögliche Nucleophile:
Als Vorteil gegenüber der anderen Kreuzkupplungen wie der Buchwald-Hartwig-Kupplung werden die milden Reaktionsbedingungen der Chan-Lam-Kupplung angeführt.

## Mechanismus
Der Reaktionsmechanismus der Chan-Lam-Kupplung kann je nach verwendetem Substrat variieren und ist nicht abschließend geklärt. Es folgt ein möglicher Reaktionsmechanismus für die Reaktion einer Arylboronsäure und 2-Aminopyridin zu einem Arylpyridin-2-amin.
Zwischen dem Kupfer(II)-Acetat-Katalysator 1 und 2-Aminopyridin (2) wird durch Ligandensubstitution (Schritt A) der Komplex 3 gebildet. Durch Transmetallierung (Schritt B) der Arylboronsäure 4 bildet sich der Cu(II)-Komplex 5. Dieser kann durch Sauerstoff zum Cu(III)-Komplex 6 oxidiert werden. Aus beiden Komplexen bildet sich durch reduktive Eliminierung (Schritt C) das Produkt 7. Der Katalysator kann durch Oxidation (Schritt D) regeneriert werden.